# Соколовський Василь Данилович
Васи́ль Дани́лович Соколо́вський  (білор. Сакалоўскі Васіль Данілавіч; 9 (21) липня 1897, с. Козлики, Гродненська губернія  — 10 травня 1968, Москва) — радянський воєначальник, Маршал Радянського Союзу (1946), Герой Радянського Союзу (1945). Під час Німецько-радянської війни начальник штабу та командувач військами різних фронтів. Після війни Головнокомандувач ГРВН, начальник Генерального штабу ЗС СРСР (1952—1960), перший заступник міністра оборони (1949—1960), відомий як теоретик, автор праці «Військова стратегія». Член ЦК КПРС (1952—1961). Кандидат у члени ЦК КПРС (1961—1968). Депутат Верховної Ради СРСР 2—7-го скликань.

## Життєпис
Народився в селі Козлики Білостоцького повіту Гродненської губернії, тепер Білостоцького повіту Підляського воєводства Польщі. Білорус.
У 1918 році закінчив Невельську вчительську семінарію і Перші Московські військово-інструкторські курси.
На військовій службі у Червоній армії — з лютого 1918 року. Під час Громадянської війни у Росії воював на Східному, Південному і Кавказькому фронтах. З травня по серпень 1918 року — командир роти. З серпня по листопад 1918 року — помічник командира полку, командир полку.
З листопада 1918 по червень 1919 року — слухач Військової академії Генерального штабу РСЧА.
З червня по грудень 1919 року — старший помічник начальника штабу 32-ї стрілецької дивізії і командир бригади. З 19 липня по 7 серпня 1919 — начальник Звідної кавалерійської дивізії 5-ї армії Східного фронту. З 6 жовтня 1919 року по 16 жовтня 1919 року — начальник 13-ї Сибірської кавалерійської дивізії.
З грудня 1919 по червень 1920 року — слухач Військової академії РСЧА. З червня по листопад 1920 року — начальник штабу дивізії. З листопада 1920 по жовтень 1921 року — знову слухач Військової академії РСЧА, яку закінчив у жовтні 1921 року.
З жовтня 1921 по квітень 1922 року — помічник начальника оперативного управління Туркестанського фронту, тимчасово виконував обов'язки начальника оперативного відділу штабу Туркестанського фронту.
З квітня 1922 по жовтень 1926 року — начальник штабу дивізії. З жовтня 1926 по липень 1930 року — начальник штабу стрілецького корпусу.
У 1928 році закінчив Вищі військові академічні курси.
З липня 1930 по січень 1935 року — командир стрілецької дивізії, командував групою військ Ферганської і Самаркандської областей. За успішне керівництво військами у боротьбі з басмацтвом нагороджений орденом Червоного Прапора.
Член ВКП(б) з 1931 року.
З січня по травень 1935 року — заступник начальника штабу Приволзького військового округу.
З травня 1935 по квітень 1938 року — начальник штабу Уральського військового округу.
З квітня 1938 по лютий 1941 року — начальник штабу Московського військового округу.
З лютого по червень 1941 року — 2-й заступник начальника Генерального штабу Червоної Армії з організаційно-мобілізаційних питань. З червня по липень 1941 року — 1-й заступник начальника Генерального штабу Червоної Армії.
З липня по вересень 1941 року — начальник штабу військ Західного напряму. З липня 1941 по січень 1942 року — начальник штабу Західного фронту.
З січня по лютий 1942 року — 1-й заступник начальника Генерального штабу Червоної Армії.
З лютого по травень 1942 року — начальник штабу військ Західного напряму. З травня 1942 по лютий 1943 року — начальник штабу Західного фронту.
З лютого 1943 по квітень 1944 року — командувач військ Західного фронту.
З квітня 1944 по квітень 1945 року — начальник штабу 1-го Українського фронту
З квітня 1945 по березень 1946 року — заступник командувача військ 1-го Білоруського фронту, заступник головнокомандувача Групи радянських окупаційних військ в Німеччині.
З березня 1946 по березень 1949 року — головнокомандувач Групи радянських окупаційних військ в Німеччині і голова Радянської військової адміністрації в Німеччині, одночасно — член Контрольної ради в Німеччині від СРСР. Під його керівництвом була розпочата і здійснена блокада Західного Берліна.
З березня 1949 року — 1-й заступник міністра Збройних Сил (з лютого 1950 року — військового міністра) СРСР.
З червня 1952 року по квітень 1960 року — начальник Генерального штабу — 1-й заступник військового міністра (з березня 1953 року — міністра оборони) СРСР.
З 1960 року — Генеральний інспектор Групи генеральних інспекторів Міністерства оборони СРСР.
Обирався депутатом Верховної Ради СРСР, до складу ЦК КПРС, почесний громадянин м. Смоленськ (Російська Федерація).
З 8 травня 1965 року до 29 вересня 1992 року був Почесним громадянином міста Берліна (Німеччина)
Помер 10 травня 1968 року. Урна з прахом знаходиться в некрополі біля Кремлівської стіни на Червоній площі в Москві.

## Нагороди
- Звання Герой Радянського Союзу
- 8 орденів Леніна
- Орден Жовтневої Революції
- 3 ордени Червоного Прапора
- 3 ордени Суворова 1 ступеня
- 3 ордени Кутузова 1 ступеня
- Медалі СРСР.
- Почесна зброя із золотим зображенням Державного герба СРСР (1968)
- Державні нагороди зарубіжних країн.

## Військові звання
- комдив (21.11.1935)
- комкор (31.12.1939)
- генерал-лейтенант (4.06.1940)
- генерал-полковник (13.06.1942)
- генерал армії (27.08.1943)
- Маршал Радянського Союзу (3.07.1946)

## Твори
Автор і керівник розробки військово-теоретичних і воєнно-історичних праць: «Військова стратегія», «Розгром німецько-фашистських військ під Москвою».